# Heart Ache
Heart Ache – pierwsza płyta założonej przez Justina Broadricka brytyjskiej formacji eksperymentalnej Jesu. Zawarta na płycie muzyka została w całości skomponowana i wykonana przez Broadricka.
Płyta zawiera tylko dwa utwory, którymi są rozbudowane, dwudziestominutowe kompozycje:
1. "Heart Ache" - 19:42
2. "Ruined" - 20:14

Pomimo iż płyta trwa niemal 40 minut, jest ona czasem uważana za EP-kę.